# Picramnia villosa
Picramnia villosa är en tvåhjärtbladig växtart som beskrevs av Henry Hurd Rusby. Picramnia villosa ingår i släktet Picramnia och familjen Picramniaceae. Inga underarter finns listade.